# Краснознаменский (Марий Эл)
Краснознаменский (мар. Моркыял кутыр) — хутор в Волжском районе Республики Марий Эл, входит в состав Эмековского сельского поселения.

## География
Расположен в 16,5 км к юго-востоку от центра поселения — села Эмеково, в 30 км по автодорогам к северо-востоку от Волжска. Ближайшие населённые пункты — село Моркиялы и деревня Ашланка. Находится на границе с Зеленодольским районом Татарстана.
До Зеленодольска всего 11,5 км, многие жители ранее ездили туда на работу на велосипедах, а сейчас летом живут дачники оттуда.

## История
Хутор был образован выходцами из села Моркиялы, по некоторым сведениям, ещё в 1913 году.
В 1927 году на хуторе Краснознаменском Моркияльского сельсовета Звениговского кантона в 8 дворах проживало 40 человек, из них 36 марийцев, 4 русских. В 1935 году выселок вместе с селом Моркиялы входил в состав колхоза «Гигант».
В 1940 году хутор Краснознаменский входил в состав Моркияльского сельского совета Сотнурского района. На хуторе в 12 дворах проживало 45 человек. В Великую Отечественную войну 13 хуторян ушли на фронт, 5 из них не вернулись.
В 1980 году на хуторе находилось 10 хозяйств, проживали 14 мужчин и 10 женщин, большинство составляли марийцы. Жители пользовались водой из колодцев.
По данным переписи 2002 года население — 7 человек (марийцы — 86 %).
Все жители — пенсионеры.
В 2010 году — 2 человека (1 мужчина, 1 женщина).

## Население
| 2002 | 2010 |
| ---- | ---- |
| 7    | ↘2   |